# NGC 3689
NGC 3689 је спирална галаксија у сазвежђу Лав која се налази на NGC листи објеката дубоког неба.
Деклинација објекта је + 25° 39' 41" а ректасцензија 11h 28m 10,8s. Привидна величина (магнитуда) објекта NGC 3689 износи 12,3 а фотографска магнитуда 13,0. Налази се на удаљености од 41,2000 милиона парсека од Сунца. NGC 3689 је још познат и под ознакама UGC 6467, MCG 4-27-37, CGCG 126-57, PGC 35294.